# Craigsville (West Virginia)
Craigsville is een plaats (census-designated place) in de Amerikaanse staat West Virginia, en valt bestuurlijk gezien onder Nicholas County.

## Demografie
Bij de volkstelling in 2000 werd het aantal inwoners vastgesteld op 2204.

## Geografie
Volgens het United States Census Bureau beslaat de plaats een oppervlakte van
15,7 km², geheel bestaande uit land. Craigsville ligt op ongeveer 576 m boven zeeniveau.

## Plaatsen in de nabije omgeving
De onderstaande figuur toont nabijgelegen plaatsen in een straal van 28 km rond Craigsville.